# Petnjica (gmina Šavnik)
Petnjica (cyr. Петњица) – wieś w Czarnogórze, w gminie Šavnik. W 2011 roku liczyła 28 mieszkańców. 19 czerwca 1945 we wsi urodził się Radovan Karadzić.